# یواس‌اس سارسی (ای‌تی‌اف-۱۱۱)
یواس‌اس سارسی (ای‌تی‌اف-۱۱۱) (به انگلیسی: USS Sarsi (ATF-111)) یک کشتی است که طول آن 205' می‌باشد. این کشتی در سال ۱۹۴۳ ساخته شد.